# Фахда бинт Сауд Аль Сауд
Фахда бинт Сауд ибн Абдулазиз Аль Сауд (араб. فهدة بنت سعود بن عبد العزيز آل سعود‎; род. 1953) — саудовский деятель искусств, член королевской династии Саудитов.

## Ранняя биография и образование
Принцесса Фахда родилась в 1953 году в семье короля Сауда и принцессы Джамилы бинт Асад ибн Ибрагим аль Мирхи, происходившей из Латакии (Сирия). Принцесса Фахда получила первое образование в средней школе Каримат в Эр-Рияде в 1964 году. В 1969 году она окончила Бейрутскую евангелическую школу для девочек (BESG) в Бейруте, столице Ливана. В 1974 году она получила степень бакалавра политических наук в Бейрутском женском колледже (ныне Ливано-американский университет). Затем она получила степень магистра политических наук в Американском университете Бейрута в 1976 году. Потом принцесса в течение одного года училась в Школе восточных и африканских исследований. Там она проходила не дипломные научные курсы на кафедре политологии. Впоследствии Фахда переехала в Париж, чтобы изучать искусство, где её наставником был иракский художник Иссам аль-Саид, специализировавшийся на исламских геометрических узорах.

## Деятельность
Принцесса Фахда является основателем, а также руководителем Библиотеки короля Сауда, которая собирает, архивирует и публикует историю и наследие короля Сауда.
Принцесса Фахда также является президентом Женского благотворительного общества Аль-Файсалийя в Джидде, которое она возглавляет более 20 лет, а также главой Слейслы, кооперативного общества, специализирующегося на модернизации саудовских ремёсел и моды в городе Джидда, используя местные материалы и местные же традиционные дизайны с наймом местных же женщин для работы с ними.
Принцесса Фахда участвовала в некоторых выставках, которые имели феминистскую направленность и где демонстрировались её акварели. Одна из таких выставок была организована Королевским обществом изящных искусств Иордании и Пансредиземноморской сетью женщин-художников Греции в целях искоренения негативных стереотипов в отношении женщин во всём исламском мире. Первая выставка проходила в Австралии под эгидой Межрелигиозного центра Мельбурна с 25 января по 23 марта 2008 года, где среди прочего была представлена акварельная работа принцессы Фахды под названием «Три женщины» по мотивам традиционной японской композиции «Три обезьяны». Она сама также организовывала выставки, главным образом связанные с памятью её отца. Кроме того, принцесса Фахда поддерживала других художников в Саудовской Аравии, например, выставки Фархи Саид, индийской художницы, специализирующейся на украшении яиц.
Принцесса Фахда нарисовала иллюстрации для книги, посвящённой её отцу и изданной фондом короля Сауда, которая рассматривалась как часть реабилитации короля Сауда.

## Взгляды
Принцесса Фахда написала несколько статей на различные темы, опубликованных в ведущих саудовских газетах, таких как «Okaz» и «Arab News», касающихся социальных вопросов и истории Саудовской Аравии.
В феврале 2007 года её статья под названием «Проблемы саудовских женщин» была опубликована в «Аль-Хаяте». В ней принцесса Фахда чётко заявила, что продолжающиеся дебаты о правах женщин в саудовском обществе имеют «ключевое значение для возрождения нации». Принцесса в саудовском обществе имеет репутацию традиционалиста, а не реакционера. Она поддерживала реформы в отношении женщин, но в значительной степени с оглядкой на местные ценности, включая религиозные.
Интервью с принцессой Фахдой было включено в книгу Моны Альмунаджед «Саудовские женщины говорят: 24 замечательных женщины рассказывают свои истории успеха», опубликованную в 2011 году Арабским научно- исследовательским институтом в Аммане и Бейруте.

## Личная жизнь
У Фахды бинт Сауд есть один ребёнок, сын Абдулазиз. Она была замужем за бароном Абдуллой Куртом Бергстрёмом, умершим в 2000 году, будучи разведённым с Фахдой, датским гражданином, изменившим своё имя на Абдуллу, когда он принял ислам.